# Lorenzo Bruni
Lorenzo Bruni (Prato, 8 aprile 1994) è un pallanuotista italiano centroboa della Rari Nantes Savona e della nazionale italiana.

## Carriera
Cresce nella Futura Prato, squadra della sua città natale. A 14 anni si trasferisce in Liguria, nelle file della Pro Recco; successivamente va nella squadra giovanile della Rari Nantes Camogli con cui conquista un titolo allievi e un titolo juniores. Si afferma anche nelle nazionali giovanili, con cui vince due campionati mondiali e un europeo, rispettivamente in Australia, Ungheria e Francia.
Nel 2013 fa il salto di qualità, trasferendosi al Bogliasco. L'eccellente stagione disputata gli vale il passaggio all'AN Brescia la stagione successiva, con cui conquista la finale scudetto persa poi contro la Pro Recco. A conclusione dell'anno disputato nella squadra bresciana, fa ritorno alla Pro Recco Waterpolo 1913, la quale decide di darlo in prestito alla Rari Nantes Florentia. 
Nella stagione 2016-2017 torna nuovamente in casa recchelina dove vince due campionati e due Coppe Italia. Nel 2018 passa alla Sport Management e, dopo due stagioni, si trasferisce alla Rari Nantes Savona, con cui nel 2023 è finalista in Coppa LEN.

## Palmarès

### Club
- Campionato italiano: 2

Pro Recco: 2016-2017,2017-2018
- Coppe Italia: 2

Pro Recco: 2016-2017, 2017-2018

### Nazionale
- Mondiali:

Budapest 2022: 
Doha 2024: 
- Europei

Zagabria-Dubrovnik 2024: 
- Coppa del Mondo

Los Angeles 2023: 
- Universiadi

Napoli 2019: 
Gwangju 2015: 
Taipei 2017: 